# Zhou Yan
Zhou Yan (n. 30 septembrie 1982, Harbin, Republica Populară Chineză) este o jucătoare de curl chineză, medaliată olimpică. A participat la 3 ediții ale Jocurilor Olimpice (2010, 2014, 2018) în care a câștigat o medalie de bronz.